# Olympische Sommerspiele 1964/Teilnehmer (Brasilien)
| Gelbes Symbol für Goldmedaillen mit stilisierten Olympischen Ringen | Graues Symbol für Silbermedaillen mit stilisierten Olympischen Ringen | Braundes Symbol für Bronzemedaillen mit stilisierten Olympischen Ringen |
| ------------------------------------------------------------------- | --------------------------------------------------------------------- | ----------------------------------------------------------------------- |
| —                                                                   | —                                                                     | 1                                                                       |

Brasilien nahm an den Olympischen Sommerspielen 1964 in Tokio mit einer Delegation von 61 Athleten (60 Männer und 1 Frau) an 17 Wettkämpfen in elf Sportarten teil. 
Die brasilianischen Basketballspieler gewannen mit Bronze die einzige Medaille für ihr Land bei den Spielen. Fahnenträger bei der Eröffnungsfeier war der Basketballspieler Wlamir Marques.

## Teilnehmer nach Sportarten

### Basketball
- Bronze 
Edson Bispo dos Santos
Friedrich Wilhelm Braun
Carmo de Souza
Carlos Domingos Massoni
Wlamir Marques
Victor Mirshawka
Amaury Pasos
Ubiratan Pereira Maciel
Antônio Salvador Sucar
Jatyr Eduardo Schall
José Edvar Simões
Sérgio Toledo Machado

### Boxen
- João da Silva
Halbweltergewicht: im Viertelfinale ausgeschieden

- Luiz Fabre
Halbmittelgewicht: in der 1. Runde ausgeschieden

- Luiz Cézar
Mittelgewicht: im Achtelfinale ausgeschieden

### Fußball
- in der Gruppenphase ausgeschieden
Mura
Zé Luiz
Valdez
Adevaldo
Roberto Miranda
Zé Roberto
Ivo Soares
Caravetti
Hélio Dias
Humberto
Mattar
Elizeu

### Judo
- Lhofei Shiozawa
Mittelgewicht: im Viertelfinale ausgeschieden

### Leichtathletik
Frauen
- Aída dos Santos
Hochsprung: 4. Platz

### Moderner Fünfkampf
- José Wilson
Einzel: 28. Platz

### Reiten
- Nelson Pessoa
Springreiten: 5. Platz

### Schwimmen
Männer
- Athos de Oliveira
100 m Freistil: im Vorlauf ausgeschieden
4-mal-100-Meter-Lagen-Staffel: im Vorlauf ausgeschieden

- Alvaro Pires
100 m Freistil: im Vorlauf ausgeschieden
4-mal-100-Meter-Lagen-Staffel: im Vorlauf ausgeschieden

- Mauri Fonseca
100 m Freistil: im Vorlauf ausgeschieden
4-mal-100-Meter-Lagen-Staffel: im Vorlauf ausgeschieden

- Farid Zablith Filho
200 m Brust: im Vorlauf ausgeschieden
4-mal-100-Meter-Lagen-Staffel: im Vorlauf ausgeschieden

### Segeln
- Jörg Bruder
Finn-Dinghy: 7. Platz

- Harry Adler
Star: 11. Platz

- Luiz Ramos
Star: 11. Platz

- Joaquim Roderbourg
Flying Dutchman: 16. Platz

- Klaus Hendriksen
Flying Dutchman: 16. Platz

### Volleyball
Männer
- 7. Platz
Carlos Feitosa
Carlos Nuzman
Décio de Azevedo
Hernando de Oliveira
José Ramalho
José da Costa
Marco Antônio Volpi
Emanuel Newdon
Victor Borges
João França

### Wasserball
- 13. Platz
Rodney Bell
Ivo Kesselring Carotini
Polé
Osvaldo Cochrane Filho
Luiz Daniel
Márvio dos Santos
João Gonçalves Filho
Adhemar Grijó Filho
Ney Nogueira
Pedro Pinciroli Júnior
Aladar Szabo